# Amatista

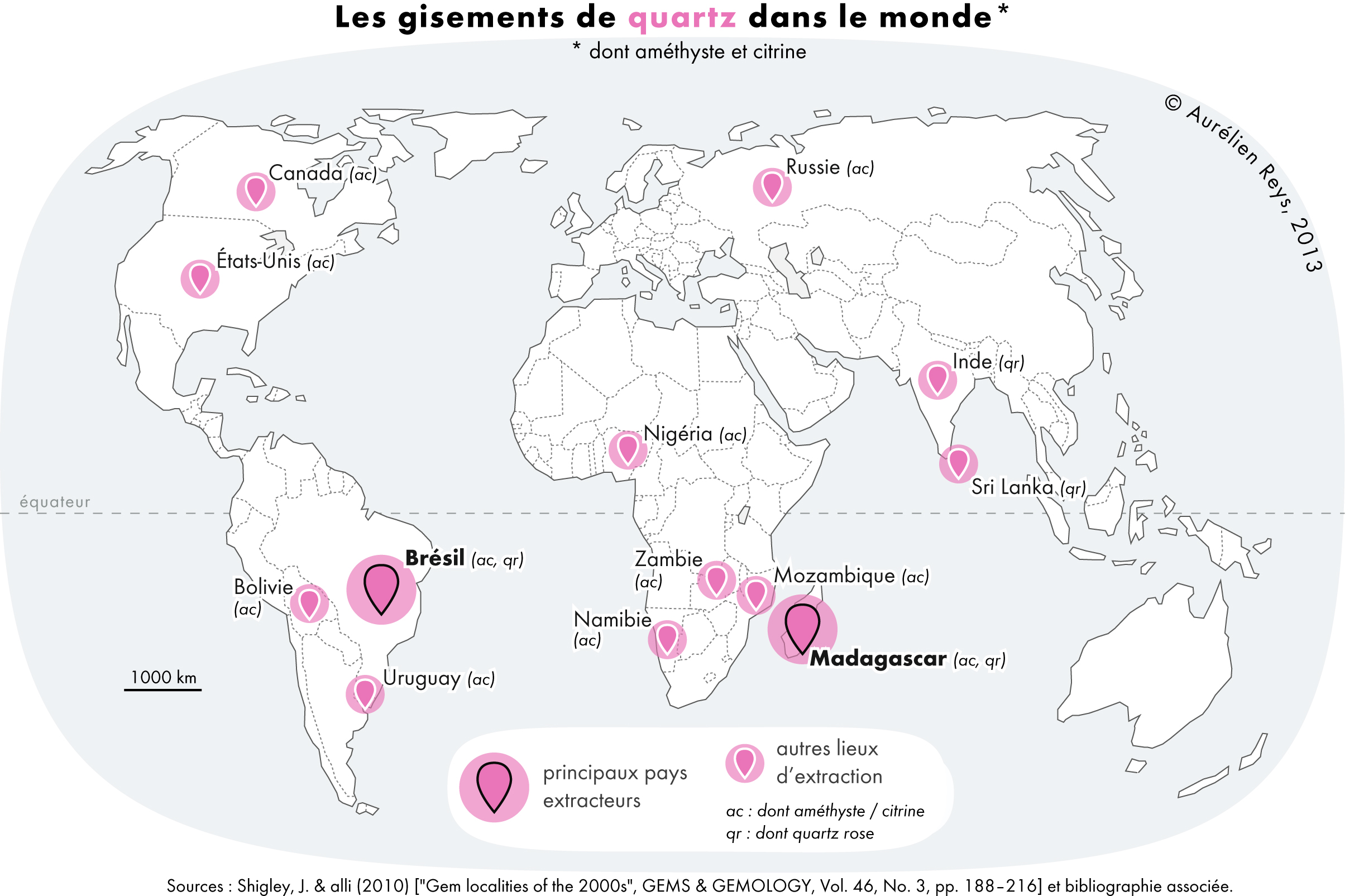
Principales países productores de amatista

La amatista es una variedad macrocristalina violeta del cuarzo. El color puede ser más o menos intenso, según la cantidad de hierro (Fe+3) que contenga. Puede presentarse coloreada por zonas con cuarzo transparente o amarillo. Las puntas suelen ser más oscuras o degradarse hasta el cuarzo incoloro (transparente), o a veces blanquecino.

## Características
A pesar de que es muy resistente a los ácidos, la amatista es muy susceptible al calor. De hecho, al calentarla a más de 300 °C cambia su color a café pardo, amarillo, anaranjado o verde, según su calidad y lugar de origen:
- 450 °C: se vuelve amarilla
- 500 °C: toma un color anaranjado fuerte (amatista quemada)
- 600 °C: se vuelve muy lechosa

Estos cambios en la coloración se deben a los cambios en la valencia del hierro que contiene, entre otras cosas. Se puede recuperar el color original de la amatista sometiéndola a irradiaciones. Se diferencia de otras piedras tratadas al calor en que presenta un dicroísmo púrpura azulado y púrpura rojizo.
No tiene una absorción del espectro lumínico característica. Suele presentar inclusiones en forma de marcas paralelas, conocidas como rayas de cebra y arañazos de tigre, causadas por maclas romboédricas.

## Formación

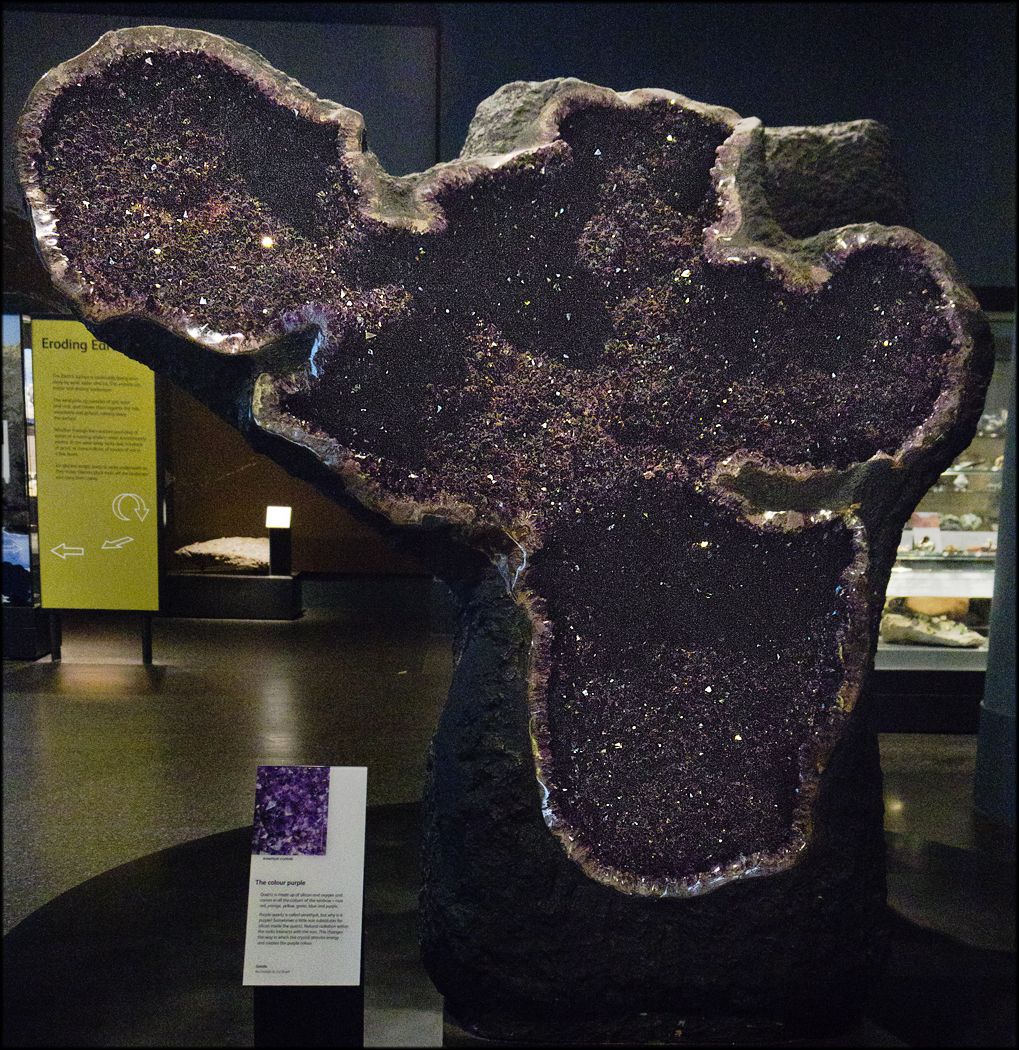
Geoda de amatista (1.8 m de altura y 1000 kg. Rio Grande do Sul, Brasil)

La amatista es un mineral de origen magmático. Se forma en filones con soluciones ricas en óxidos de hierro, que le dan su color morado característico a temperaturas inferiores a los 300 °C. Lo más habitual es encontrar la amatista tapizando el interior de ágatas en forma de geodas, a veces gigantescas. También se pueden encontrar en forma de drusas (cristales que recubren la superficie de una piedra) o en filones, acompañada de otros minerales.

## Yacimientos
La amatista es relativamente común, su presencia se conoce en unas 2000 localidades, aunque los yacimientos en los que se han obtenido ejemplares de alta calidad, para su talla como gema o para el coleccionismo de minerales o la decoración no lo son tanto. Entre ellos pueden destacarse:
- Argentina. Los yacimientos se encuentran en diversos lugares, siendo el principal el de Wanda, un pueblo cuya economía gira alrededor de esta piedra, y donde la calidad de la misma es de las mejores del mundo. En este lugar se ha encontrado una geoda de 3 toneladas. El origen del yacimiento se remonta en el tiempo a unos 150 millones de años. [2]
- Brasil. Los yacimientos más conocidos se encuentra en torno a la pequeña localidad de Ametista do Sul,  y en Riaí, ambas en Rio Grande do Sul, Minas Gerais. La amatista aparece como cristales formados principalmente por dos romboedros, con el prisma poco desarrollado, recubriendo cavidades amigdaloides, que pueden alcanzar tamaños métricos, en un basalto. En la zona de Marabá y de Pau d'Arco, en el estado de Pará, también existen yacimientos importantes. Otros yacimientos del mismo tipo se encuentran en la zona de Quarai, en el límite con Uruguay.[3]
- Bolivia. En la mina Anahi, conocida por ser la localidad típica para el ametrino, y en la mina Ayoreita, ambas en la zona minera de La Gaiba, Santa Cruz, también se encuentra amatista de calidad gema.[4]
- Canadá. Thunder Bay está situada en la costa NE del lago Superior, en Ontario. trata de una zona con diversas mineralizaciones explotadas, entre ellas las de plata. las amatistas se descubrieron hacia 1845, y actualmente es la gema oficial de la provincia de Ontario. Se encuentra formando drusas en las que los cristales tienen el prisma muy poco desarrollado. Son frecuentes los ejemplares opacos y de color rojo por las inclusiones de óxido de hierro.[5]
- Egipto. Las amatistas de los yacimientos egipcios fueron importantes en época faraónica, hasta el dominio de los Ptolomeos, cuando quedaron agotados. Uno de ellos está situado en Wadi al Hudi, a 35 km al SW de Asuán y el otro en Abu Diyeiba, en la costa del mar Rojo.[6]
- España. En la zona minera de la Sierra Minera de Cartagena-La Unión, (Murcia), se extrajeron amatistas probablemente para su uso como gemas desde época romana, y su extracción está bien documentada en el siglo XVI, especialmente en la zona del Cabezo de Don Juan. Hasta la aparición de las amatistas brasileñas fueron muy apreciadas. En época moderna se han extraído solamente de forma ocasional como ejemplares de colección.[7]
- Estados Unidos. El yacimiento de Four Peaks, en el condado de Maricopa, Arizona, se conoce desde hace más de un siglo. Los cristales de amatista aparecen en fracturas en cuarcitas, y están formados por la combinación de dos romboedros, con las caras de prisma poco desarrolladas o ausentes. El color aparece en forma zonada en los cristales.[8]
- Marruecos. El yacimiento de amatistas más interesantes es el Adrar Tirecht Bou Oudi, en la provincia de Tata, región de   Sus-Masa. los cristales de amatista aparecen aislados dentro de una limolita, procedentes probablemente de la destrucción de calizas, en las cuales se formaron por procesos hidrotermales. Es característica la distribución irregular del color en muchos ejemplares, con forma de reloj de arena.[9]

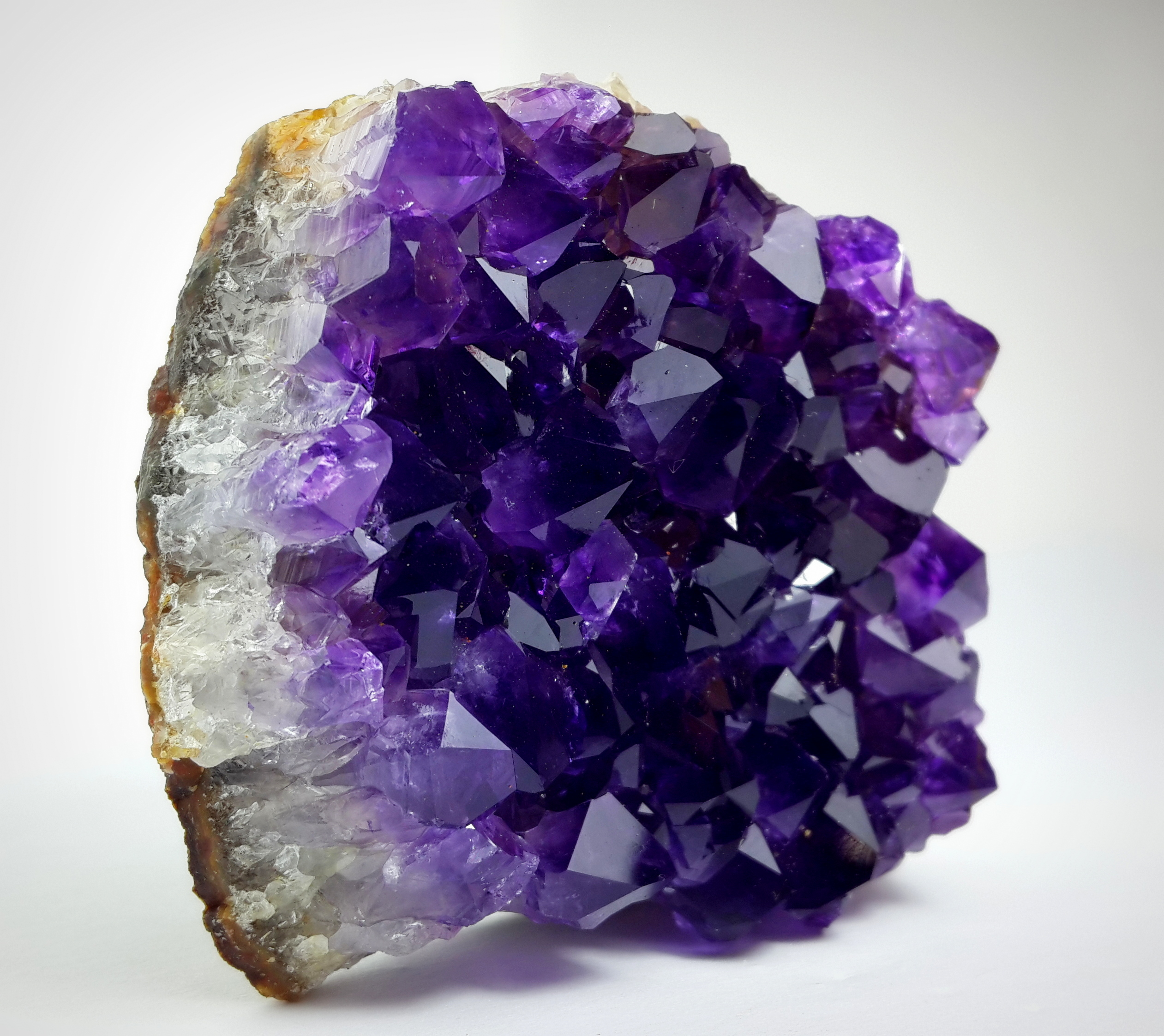
Parte de una geoda de amatista. El Catalán, Artigas (Uruguay).

- México. Las amatistas de Amatitlán, en el estado de Guerrero, son conocidas más por los ejemplares de colección, con cristales que pueden alcanzar una longitud de 30 cm, que por las gemas destinadas a la talla.También es un yacimiento de amatistas muy importante, por los ejemplares de colección, el situado cerca de la pequeña localidad de Piedra Parada, en el municipio de Tatatila, Veracruz.[10]
- Uruguay. Los yacimientos de amatistas de Uruguay están situados en el Departamento de Artigas, en las riberas del arroyo Catalán, próximo a la frontera con Brasil.[11] La amatista es la piedra nacional de la República Oriental del Uruguay. [12] [13]

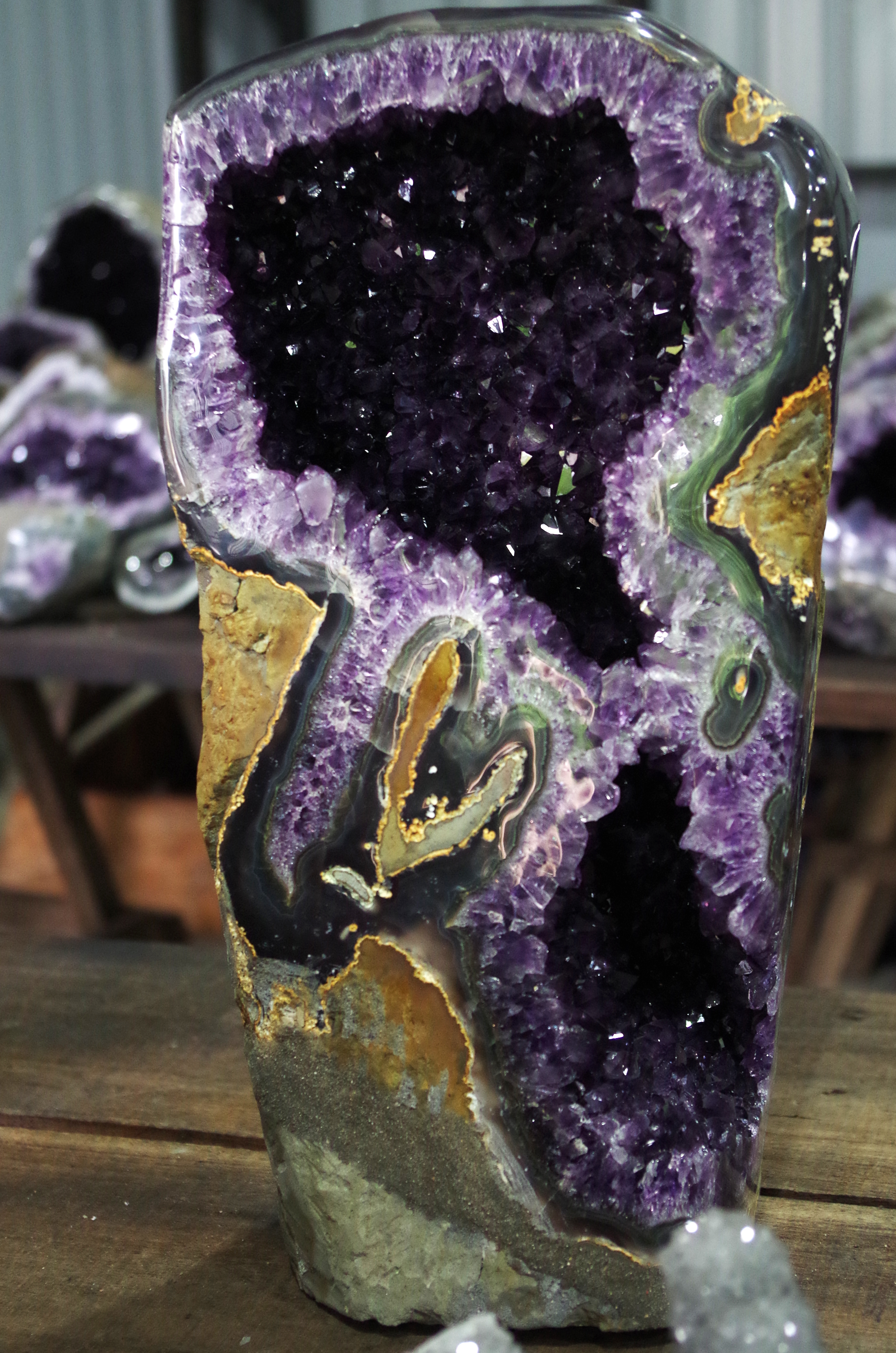
Pieza pulida de geoda de Amatista, extraída del "Distrito Gemológico Los Catalanes", Artigas (Uruguay).

## Joyería

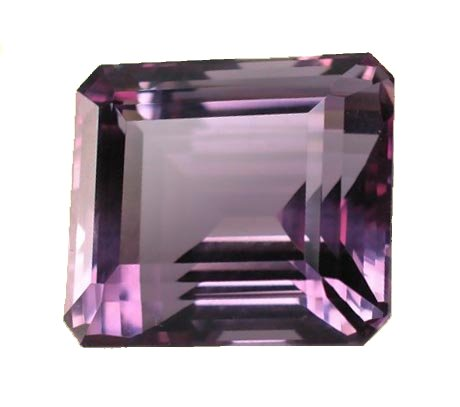
Amatista tallada.

Cuando es de color vivo e intenso, la amatista es la variedad del cuarzo más apreciada. Las amatistas más perfectas se tallan para joyería, y el resto se utiliza para hacer objetos de arte o directamente, como ejemplares minerales, para decoración o coleccionismo. 
Debido a su difusión como gema, existen varios términos utilizados en joyería para describir las distintas tonalidades de la amatista. “Rosa de Francia” se refiere a la amatista de color lila claro, mientras que “siberiana” es la amatista de color violeta intenso con destellos rojos, la variedad más apreciada. También existen gemas que son una mezcla natural con zonas entre amatista y citrino, a las que se les ha dado el nombre de Ametrino o bolivianita. Por último, la amatista calentada, que adquiere una tonalidad amarillenta, se suele comercializar como citrino (una variedad de cuarzo de color ámbar escasa en forma natural).

## Etimología e historia
El nombre ‘amatista’ proviene del griego amethystos (no borracho), ya que esta gema era considerada un potente antídoto contra la embriaguez.
La amatista se conoce desde hace miles de años, pues ya en el antiguo Egipto se utilizaba para crear joyas, sellos personales y tallas. En la Edad Media, el cristianismo adoptó la amatista como símbolo de renuncia a los bienes terrenales y castidad, y todavía hoy la llevan en forma de anillos muchos cardenales y obispos. La amatista simboliza además la sabiduría divina.[cita requerida]